# Rollinia centrantha
Rollinia centrantha R.E.Fr. – gatunek rośliny z rodziny flaszowcowatych (Annonaceae Juss.). Występuje naturalnie w Peru oraz Brazylii. 

## Morfologia
PokrójZimozielone drzewo dorastające do 6–7 m wysokości. Młode pędy są owłosione.
LiścieMają kształt od odwrotnie jajowatego do eliptycznego. Mierzą 10–16 cm długości oraz 5–8 cm szerokości. Nasada liścia jest ostrokątna. Blaszka liściowa jest całobrzega o ogoniastym wierzchołku. Ogonek liściowy jest owłosiony.
KwiatySą pojedyncze lub zebrane w pary, rozwijają się w kątach pędów. Działki kielicha mają owalny kształt. Płatki mają odwrotnie jajowaty kształt i purpurową barwę, osiągają do 5 mm długości.
OwoceSynkarpiczne, o kulistym kształcie. Osiągają 15–18 mm średnicy.